# Nivnice
Nivnice (en allemand : Niwnitz) est une commune du district d'Uherské Hradiště, dans la région de Zlín, en Tchéquie. Sa population s'élevait à 3 349 habitants en 2020.

## Géographie
Nivnice se trouve à 15 km au sud-est d'Uherské Hradiště, à 28 km au sud-sud-est de Zlín, à 80 km à l'est-sud-est de Brno et à 263 km au sud-est de Prague.
La commune est limitée par Uherský Brod au nord, par Bánov et Suchá Loz à l'est, par Korytná et Horní Němčí au sud, et par Slavkov et Vlčnov à l'ouest.

## Histoire
La première mention écrite du village date de 1261.

## Personnalités
- Comenius (1592-1670), philosophe, grammairien et pédagogue[4]
- Stanislav Zámečník (1922-2011), historien